# Libia
Le Libia est un croiseur éclaireur (en italien : esploratore) de la Regia Marina construit au chantier naval Ansaldo à Gênes.

Il était à l'origine destiné à la marine turque sous le nom de Drama.

Après le déclenchement de la Guerre italo-turque en 1911, le navire en construction est réquisitionné par la Regia Marina pour prendre le nom de Libia en 1913.

## Service

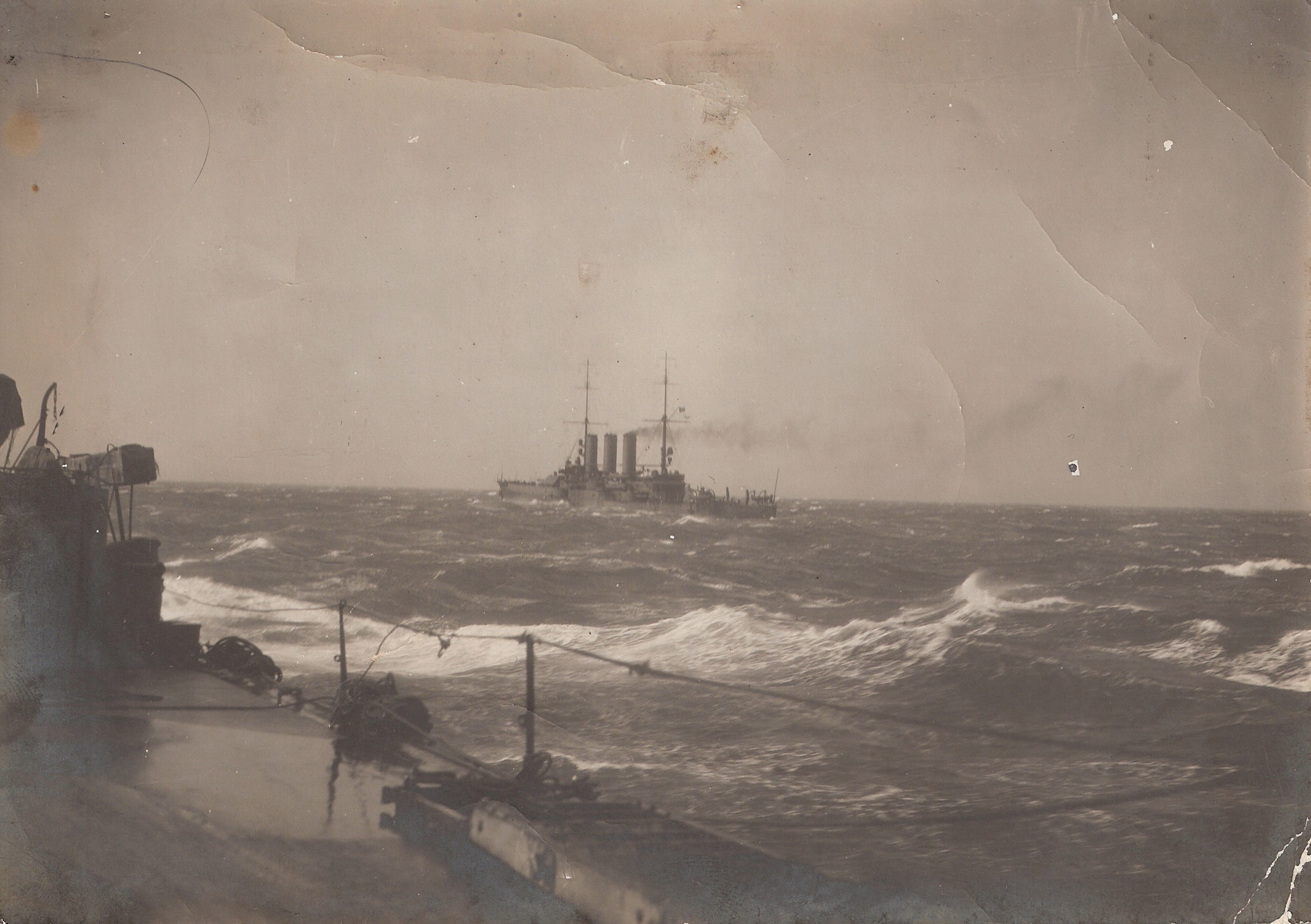
Le navire "Libia" vers 1923.

Ce navire, assez rapide et avec un bon armement, était peu adapté à des missions de reconnaissance malgré sa protection blindée. Il fut affecté à des missions de longues durées dans des pays lointains.

Après la Première Guerre mondiale, le Libia a fait un tour du monde sous le commandement de l'amiral Ernesto Burzagli entre le 10 mars 1921 et le 20 février 1923.

En 1924, il retourne en Chine et représente, pendant dix années, la marine italienne au Moyen-Orient et Extrême-Orient.
En 1932, il est au Japon et revient l'année suivante en Italie pour son désarmement.

### Sources
- (it) Cet article est partiellement ou en totalité issu de l’article de Wikipédia en italien intitulé « Libia (esploratore) » (voir la liste des auteurs).